# Correlação intraclasse

Um gráfico de pontos mostrando um conjunto de dados com alta correlação intraclasse. Os valores do mesmo grupo tendem a ser semelhantes.

Em estatística, a correlação intraclasse, ou o coeficiente de correlação intraclasse (ICC),  é uma estatística descritiva que pode ser utilizada quando medidas quantitativas são feitas em unidades organizadas em grupos. Ela descreve o quão fortemente as unidades do mesmo grupo se assemelham. Embora seja vista como um tipo de correlação, ao contrário da maioria das outras medidas de correlação, ela opera em dados estruturados como grupos, em vez de dados estruturados como observações pareadas.
A correlação intraclasse é comumente usada para quantificar o grau em que indivíduos com um grau fixo de parentesco (por exemplo, irmãos completos) se assemelham em termos de uma característica quantitativa (ver herdabilidade). Outra aplicação de destaque é a avaliação da consistência ou reprodutibilidade de medidas quantitativas feitas por diferentes observadores medindo a mesma quantidade.

## Definição inicial da ICC: fórmula imparcial, mas complexa
Os primeiros trabalhos sobre correlações intraclasse focaram no caso de medidas pareadas, e as primeiras estatísticas de correlação intraclasse (ICC) a serem propostas foram modificações da correlação interclasse (correlação de Pearson).
Considere um conjunto de dados que consiste em N valores de dados emparelhados ( x n,1 ,x n,2 ), para n=1, ..., N. A correlação intraclasse r originalmente proposta  por Ronald Fisher  é
{\displaystyle r={\frac {1}{Ns^{2}}}\sum _{n=1}^{N}(x_{n,1}-{\bar {x}})(x_{n,2}-{\bar {x}}),}
Onde
{\displaystyle {\bar {x}}={\frac {1}{2N}}\sum _{n=1}^{N}(x_{n,1}+x_{n,2}),}
{\displaystyle s^{2}={\frac {1}{2N}}\left\{\sum _{n=1}^{N}(x_{n,1}-{\bar {x}})^{2}+\sum _{n=1}^{N}(x_{n,2}-{\bar {x}})^{2}\right\}.}
Versões posteriores desta estatística  usaram os graus de liberdade 2N − 1 no denominador para calcular s2 e N−1 no denominador para calcular r, de modo que s2 se torna imparcial e r torna-se imparcial se s for conhecido.
A principal diferença entre a CIC e a correlação interclasses (Pearson) é que os dados são agrupados para estimar a média e a variância. A razão para isso é que, no cenário em que se deseja uma correlação intraclasse, os pares são considerados não ordenados. Por exemplo, se estamos estudando a semelhança de gêmeos, geralmente não há uma maneira significativa de ordenar os valores para os dois indivíduos dentro de um par de gêmeos. Assim como a correlação interclasse, a correlação intraclasse para dados pareados será confinada ao intervalo [−1,+1].
A correlação intraclasse também é definida para conjuntos de dados com grupos com mais de 2 valores. Para grupos que consistem em três valores, é definida como 
{\displaystyle r={\frac {1}{3Ns^{2}}}\sum _{n=1}^{N}\left\{(x_{n,1}-{\bar {x}})(x_{n,2}-{\bar {x}})+(x_{n,1}-{\bar {x}})(x_{n,3}-{\bar {x}})+(x_{n,2}-{\bar {x}})(x_{n,3}-{\bar {x}})\right\},}
Onde
{\displaystyle {\bar {x}}={\frac {1}{3N}}\sum _{n=1}^{N}(x_{n,1}+x_{n,2}+x_{n,3}),}
{\displaystyle s^{2}={\frac {1}{3N}}\left\{\sum _{n=1}^{N}(x_{n,1}-{\bar {x}})^{2}+\sum _{n=1}^{N}(x_{n,2}-{\bar {x}})^{2}+\sum _{n=1}^{N}(x_{n,3}-{\bar {x}})^{2}\right\}.}

## Use na avaliação da conformidade entre observadores
A CIC é usada para avaliar a consistência ou conformidade de medições feitas por vários observadores medindo a mesma quantidade.  Por exemplo, se vários médicos forem solicitados a pontuar os resultados de uma tomografia computadorizada para sinais de progressão do câncer, podemos perguntar quão consistentes são as pontuações entre eles. Se a verdade for conhecida (por exemplo, se as tomografias computadorizadas forem de pacientes que posteriormente foram submetidos a cirurgias exploratórias), o foco geralmente será em quão bem as pontuações dos médicos correspondem à realidade. Se a verdade não for conhecida, só podemos considerar a semelhança entre as pontuações. Um aspecto importante desse problema é que há variabilidade tanto interobservador quanto intraobservador. A variabilidade entre observadores refere-se a diferenças sistemáticas entre os observadores — por exemplo, um médico pode pontuar consistentemente pacientes em um nível de risco mais alto do que outros médicos. A variabilidade intraobservador refere-se a desvios da pontuação de um determinado observador em um determinado paciente que não fazem parte de uma diferença sistemática.
Uma vez que o coeficiente de correlação intraclasse fornece um composto de variabilidade intraobservador e interobservador, seus resultados às vezes são considerados difíceis de interpretar quando os observadores não são intercambiáveis. Medidas alternativas como a estatística kappa de Cohen, o kappa de Fleiss e o coeficiente de correlação de concordância  têm sido propostas como medidas mais adequadas de concordância entre observadores não intercambiáveis.

## Interpretação
Cicchetti (1994)  fornece as seguintes diretrizes frequentemente citadas para interpretação de medidas de acordo entre avaliadores kappa ou ICC:
- Menos de 0,40—ruim.
- Entre 0,40 e 0,59—regular.
- Entre 0,60 e 0,74—bom.
- Entre 0,75 e 1,00—excelente.

Uma diretriz diferente é dada por Koo e Li (2016): 
- abaixo de 0,50: ruim
- entre 0,50 e 0,75: moderado
- entre 0,75 e 0,90: bom
- acima de 0,90: excelente